# Subulispora procurvata
Subulispora procurvata är en svampart som beskrevs av Tubaki 1971. Subulispora procurvata ingår i släktet Subulispora, divisionen sporsäcksvampar och riket svampar.   Inga underarter finns listade i Catalogue of Life.